# Pedu’el
Pedu’el (hebr.: פדואל) – wieś położona w samorządzie regionu Szomeron, w Dystrykcie Judei i Samarii, w Izraelu.
Leży w zachodniej części Samarii, w otoczeniu terytoriów Autonomii Palestyńskiej.

## Historia
Osada została założona w 1984 przez grupę religijnych żydowskich osadników.